# Mercedes-Benz Vision Simplex
Mercedes-Benz Vision Simplex je koncept elektrického osobního automobilu vytvořený společností Mercedes-Benz a představený v roce 2019 na designerské akci Design Essentials, která je součástí Rece Week, ve francouzském městě  Nice. Představení pro veřejnost proběhlo na Frankfurtském autosalonu. Jde o poctu legendárnímu vozu Mercedes 35 PS, který byl představen roku 1901 právě na Race Week a vyhrával závody po celém světě. Mercedes-Benz nepočítá s uvedením do sériové výroby.

## Design
Automobil se má podobat automobilu Mercedes 35 PS, který jako první na světě nesl označení Mercedes. Automobil stojí na čtyřech velkých kolech. Volant automobilu je částečně obložený dřevem, stejně jako tomu bylo u historické předlohy. Zadní světla nahrazuje pouze tenký LED proužek červené barvy. Vozidlo má kapacitu 2 osoby, stejně jako 35 PS. Stejně tak nemá i přední sklo. Celá palubní deska a některé detaily na voze jsou z růžového zlata, které je doplněno designovými historickými budíky na širokoúhlém displeji. Vpředu se místo standardní masky motoru nachází částečně zlatá a skleněná deska s historickým logem Mercedes. Vůz má i stejný typ pásů, jako byl používaný na počátku 20. století v závodních vozech. Za dvěma sedačkami, které jsou pokryté látkou Chesterfield se nachází kožená brašna na drobnosti.

## Technologie
Vůz je samořiditelný. Automobil je plně elektrický, což umožnilo kreativitu na krytu motoru. Palubní deska je tvořena růžovým zlatem, které je doplněno digitálními budíky na širokoúhlém displeji. 

## Poselství vozu
Vůz byl stvořen s poselstvím, které má ukázat, jak důležité je připomenout historii luxusních vozů, neboť Mercedes-Benz je velice slavná a stará automobilka. Stejné projekty spouští i jiné automobilky, například Škoda.